# Un berenar a Ginebra
Un berenar a Ginebra és una pel·lícula catalana dirigida per Ventura Pons basada en el capítol Els escenaris de la memòria del crític i editor Josep Maria Castellet i en entrevistes i declaracions de Mercè Rodoreda, produïda per Els Films de la Rambla i Televisió de Catalunya. Rodada en català, fou emesa per primer cop per TV3 el 18 de desembre de 2013. Prèviament el 16 de desembre fou preestrenada al Cine Aribau de Barcelona amb l'assistència dels protagonistes.

## Sinopsi
L'any 1973, en els darrers anys del franquisme, Mercè Rodoreda, una de les autores catalanes més importants del segle xx, coincideix a Ginebra, on vivia, amb el crític literari i editor Josep Maria Castellet, qui hi havia anat amb la seva esposa Isabel Mirete per participar en els Jocs Florals, i el convida a berenar a la seva casa. Habitualment Rodoreda era un personatge força reservat i guardava en secret totes les seves coses. Aquella tarda, però, es va obrir i va compartir amb Castellet molts dels seus secrets i vivències: la seva infància a Barcelona, el seu matrimoni amb el seu oncle, el seu primer exili a París després de l'esclat de la Guerra Civil (creia que seria per dos mesos i va deixar al seu fill a càrrec de la seva mare), la seva tortuosa i dramàtica fugida a peu després de la invasió nazi, la seva difícil relació amb el crític Armand Obiols i la seva última etapa a Ginebra.

## Repartiment
- Vicky Peña - Mercè Rodoreda
- Joan Carreras - Josep Maria Castellet
- Cristina Plazas - Isabel Mirete
- Òscar Rabadán - Armand Obiols
- Òscar Intente - Metge

## Recepció i nominacions
Fou exhibida al Festival de Màlaga, als de Mèxic D.F., Alexandria, Bogotà i Zoom Festival Internacional de Ficció Televisiva. Vicky Peña fou nominada al Gaudí a la millor actriu.